# Association Sportive de Cotonou
O AS Cotonou é um clube de futebol do Benin. Disputa o Campeonato nacional do país.